# قاموس أكسفورد لبيزنطة
قاموس أكسفورد لبيزنطة (ODB) قاموس تاريخي من ثلاثة مجلدات نشرته مطبعة جامعة أكسفورد الإنجليزية. يحوي أكثر من 5000 مقالة، فيهم معلومات شاملة باللغة الإنجليزية عن مواضيع متعلقة بالإمبراطورية البيزنطية. حرره ألكسندر قزدان، ونشر لأول مرة عام 199. كان كازدان أستاذًا بجامعة برينستون ، وأصبح باحثًا مشاركًا أولًا في دومبارتون أوكس، واشنطن العاصمة، قبل وفاته. ساهم في العديد من المقالات في القاموس، و تحمل مساهماته الحرفين AK في نهاية المقالة للإشارة إليه.

## وصف
القاموس متاح مطبوعاً والكترونياً من على موقع مرجع أكسفورد (بالإنجليزية: Oxford Reference Online)‏. يغطي القاموس الأحداث التاريخية الرئيسية لبيزنطة، وكذلك الأحداث الاجتماعية والدينية الهامة. كما يتضمن السير الذاتية للشخصيات السياسية والأدبية البارزة ويصف بالتفصيل المواضيع الدينية والاجتماعية والثقافية والقانونية والسياسية. تشمل المواضيع الثقافية الموسيقى واللاهوت والفنون. تشمل المواضيع الأخرى التي تمت تغطيتها الحرب، والديموغرافيا، والتعليم، والزراعة ، والتجارة، والعلوم، والفلسفة، والطب، مما يوفر صورة شاملة للهياكل السياسية والاجتماعية المعقدة والمتقدمة للمجتمع البيزنطي.

## روابط خارجية
- مرجع أكسفورد على الانترنت